# Megacyllene rufipes
Megacyllene rufipes är en skalbaggsart som först beskrevs av François Louis Nompar de Caumont de Laporte och Hippolyte Louis Gory 1841.  Megacyllene rufipes ingår i släktet Megacyllene och familjen långhorningar.
Artens utbredningsområde är Uruguay. Inga underarter finns listade i Catalogue of Life.